# Para verte mejor
Para verte mejor est une telenovela vénézuélienne écrite par Mónica Montañés et diffusée du 25 juillet au 5 décembre 2017  sur Venevisión.

## Distribution
- José Ramón Barreto : Guillermo Luis[2]
- Michelle De Andrade : Ana de los Ángeles
- Mandi Meza : Yenny Coromoto
- Adrián Delgado : Cristóbal Andrés
- Sonia Villamizar : Nancy Margarita de Ibáñez
- Luis Gerónimo Abreu : Onofre Villahermosa, dit El Fantasma
- Adriana Romero : Clara Cienfuegos de Parra
- Juan Carlos Gardié : Jairo Jesús
- María Antonieta Duque : Lázara Martínez
- Simón Pestana : Carlos Enrique Ibáñez
- Dora Mazzone : María José
- Aroldo Betancourt : Pablo
- Eulalia Siso : Carlota Miguelina Martínez
- Felix Loreto : Conrado Sosa
- Patricia Schwarzgruber : Marilda Cienfuegos
- Laureano Olivares : Rafael Tadeo
- Sabrina Salemi : Mireya Sosa
- Liliana Meléndez : Pura
- José Luis Zuleta : Beltrán Parra
- Rafael Romero : Venancio
- Karlis Romero : Pura, dite Purita
- José Manuel Suárez : Luis Martínez
- Edmary Fuentes : Mikaela Martínez
- Ángel Casallas : Pedrote Martínez
- Alejandra Machado : Patricia